# Ланчакова, Виктория Павловна
Виктория Павловна Ланчакова (род. 5 февраля 1988) — казахстанская лыжница.

## Карьера
Участница трёх молодёжных чемпионатов мира, зимней Универсиады-2011.
На пьедестал поднималась на международном турнире в финском Контиолахти — 3 место на дистанции 10 км свободным ходом.
Участвовала в этапах Кубка мира, лучший результат — 42 место на этапе в
эстонском Отепя на дистанции 10 км классика.
Участвовала в чемпионате мира 2013 года
в итальянском Валь-ди-Фьемме. В спринте показала лишь 64-е место. На дистанции 10 км была 55-й. В эстафете казахстанки были 15-ми.
На Универсиаде 2015 года завоевала серебро в эстафете.